# Hafnerbach
Hafnerbach là một thị xã thuộc huyện Sankt Pölten-Land trong bang Niederösterreich.